# Franz Buchelle
Franz Buchelle (* 8. September 1944 in Wien) ist ein ehemaliger österreichischer Radrennfahrer und nationaler Meister im Radsport.

## Sportliche Laufbahn
Buchelle war im Bahnradsport aktiv. Er war Mitglied der Nationalmannschaft Österreichs. Im Bahnradsport wurde er 1963 und 1967 nationaler Meister in der Einerverfolgung. In der Mannschaftsverfolgung gewann er den Titel 1963, 1967 und 1968. 1977 holte Buchelle mit Franz Dögl den Titel im Zweier-Mannschaftsfahren und 1979 gewann er im Punktefahren die Meisterschaft.